# Косовска Митровица
Вижте пояснителната страница за други значения на Митровица.
Косовска Митровица (на албански: Mitrovica или Mitrovicë; на сръбски: Косовска Митровица или Kosovska Mitrovica) е град в северозападната част на Косово и е най-големият сръбски анклав в самопровъзгласилата се държава, административен център на Митровски окръг.

## История
При избухването на Балканската война в 1912 година 4 души от Митровица са доброволци в Македоно-одринското опълчение. По времето на Югославия градът е преименуван на Титова Митровица в чест на Йосип Броз Тито. След разпадането на югославската федерация в началото на 90-те години на 20 век градът отново си връща старото име.

## Население
Населението на Косовска Митровица през 2004 година е 80 264 души.

### Етнически състав
(2004)
|         | Южна Митровица | Северна Митровица | Общо   |
| албанци | 62 012         | 2100              | 64 112 |
| сърби   | 300            | 13 402            | 13 702 |
| други   | 600            | 850               | 1450   |
| Общо    | 60 000         | 14 000            | 71 601 |

## Личности
Родени в Косовска Митровица
- Ангел Стойков, македоно-одрински опълченец, четата на Ташо Стоянов[2]
- Мехмед Неджип Драга (1867 – 1920), албански политик и революционер
- Стоян Гегов, македоно-одрински опълченец, четата на Ташо Стоянов[3]
- Тодор Ризов, македоно-одрински опълченец, четата на Ташо Стоянов[4]
- Яне Геогиев, македоно-одрински опълченец, четата на Ташо Стоянов[5]

### Побратимени градове
- Куманово, Северна Македония